# استیلیکو
فلاویوس استیلیکو (به لاتین: Flavius Stilicho) (زادهٔ ۳۵۹ – درگذشتهٔ ۲۲ اوت ۴۰۸) ژنرال عالی‌رتبه ارتش روم بود، که برای مدتی تبدیل به قدرتمندترین شخص در امپراتوری روم غربی شده بود. او نیمه رومی و نیمه وندال بود و با سِرِنا که عموزادهٔ تئودئوس یکم بود، ازدواج کرد. زمانی که فلاویوس استیلیکو نایب‌السلطنه هونوریوس بود، آداب و رسوم ژرمنی در امپراتوری روم رواج یافت. بعد از سال‌ها پیروزی در مقابل دشمنان بربر و رومی، یک سری مشکلات سیاسی و نظامی برای استیلیکو به وجود آمد، که این فرصت را به دشمنانش در دربار هونوریوس داد که او را از قدرت کنار بزنند، او سرانجام دستگیر و بعد از مدتی در سال ۴۰۸ اعدام شد. به خاطر موفقیت‌های نظامی و حس وظیفه ای که به روم داشت، استیلیکو بنا به سخن تاریخ‌نگار انگلیسی ادوارد گیبون، آخرین ژنرال روم بود.